# Кім Кьон А
Кім Кьон А (кор. 김경아, 25 травня 1977) — південнокорейська настільна тенісистка, олімпійська медалістка.

## Виступи на Олімпіадах
| Олімпіада  | Дисципліна       | Місце |
| ---------- | ---------------- | ----- |
| Афіни 2004 | одиночний розряд | 3     |
| Афіни 2004 | парний розряд    | 4     |
| Пекін 2008 | одиночний розряд | 9T    |
| Пекін 2008 | командні         | 3     |